# Monte McKercher
Il Monte McKercher (in lingua inglese: Mount McKercher) è una montagna antartica, alta 2.230 m, situata sul fianco orientale del Ghiacciaio Scott, subito a nord della bocca del Ghiacciaio Griffith, nei Monti della Regina Maud, in Antartide.   
Fu scoperto nel dicembre 1934 dal gruppo geologico guidato da Quin Blackburn, che faceva parte della seconda spedizione antartica (1933-35) dell'esploratore polare statunitense Byrd.
La denominazione fu assegnata in onore di Hazel McKercher (1889-1972), segretario dello stesso Byrd durante il periodo della spedizione.